# Бидри
Бидри је индијска легура од 16 делова цинка и 1 дела бакра, те малих количина олова. У правилу је коришћена за израду украсних црно патинираних посуда украшених уметцима од месинга, злата и сребра. Ова се традиција у Индији задржала све до данас, а најважнији су центри производње Бидар и Хајдерабад.

## Spoljašnje veze
- About Bidriware on Official Bidar website.